# Asbolis
Asbolis là một chi bướm ngày thuộc họ Bướm nâu.